# Nuestra Señora del Rosario y San Juan Bautista
Il galeone  Nuestra Señora del Rosario y San Juan Bautista, comunemente designato El Filipino, fu una nave mercantile che compì alcune traversate di andata e ritorno dalle Filippine al Messico.

## Storia
Il galeone Nuestra Señora del Rosario y San Juan Bautista fu impostato presso il cantiere navale di Sual,  provincia di Pangasinan, nelle Filippine. Armato con 50 cannoni entrò in servizio nel 1747, durante la guerra di successione spagnola.  Quando divenne governatore e capitano generale delle Filippine, il tenente generale della Marina Francisco José de Ovando y Solís il Nuestra Señora del Rosario y San Juan Bautista aveva compiuto solo due viaggi a Macao. Durante l'ispezione del governatore ai porto di Cavite il galeone fu trovato infestato da un particolare tipo di termite localmente designata Anay. Nell'ottobre 1750, per decisione del governatore, fu deciso di sottoporlo ad una completa carenatura al costo di 50.000-60.000 pesos. Nel 1753 fece il suo primo viaggio ad Acapulco sotto il comando del generale Tomás de Iturralde, mentre il suo comandante era il capitano Alejo de Quesada. Tra il 1753 e il 1761 alternò viaggi di andata e ritorno nella Nuova Spagna con il galeone Santísima Trinidad y Nuestra Señora del Buen Fin, tranne nel 1757 quando il viaggio fu effettuato dal patache della carrera de Filipinas Nuestra Señora de la Portería.
Il 23 luglio 1756 lasciò il porto di Cavite al comando del generale Francisco Gómez de Sierra Tagle. La nave si fermò in uno dei porti dell'embocadero dello stretto di San Bernardino per rifornirsi di viveri e acqua potabile. Sfruttando i venti favorevoli prese il mare il 9 agosto e arrivò ad Acapulco il 23 gennaio 1757. Lasciò la rada di Acapulco il 10 aprile 1757, carico di denaro, beni di commercio e 150 reclute, ed arrivò a Manila il 13 luglio dello stesso anno.
Nel 1762 la Spagna era entrata nella guerra dei Sette Anni insieme alla Francia. Il galeone, armato con 30 cannoni, stava tornando nelle Filippine da Acapulco quando l'11 settembre raggiunse le coste dell'isola di Samar. Il suo comandante inviò un'imbarcazione a Manila per richiedere l'invio di un pilota esperto nella navigazione attraverso gli stretti, ed apprese così dal magistrato della Real Audiencia di Manila, Simón Anda, della presenza nelle acque filippine della squadra britannica al comando di Sir Samuel Cornish.
Il governatore gli ordinò di rifugiarsi nel porto di Palapag, dove il suo comandante lo incagliò, dopo aver sbarcato il denaro presente a bordo, circa due milioni di pesos d'argento, merci, rifornimenti, passeggeri e l'artiglieria.